# Lewis e Harris
Lewis and Harris (em língua gaélica escocesa: Leòdhas agus na Hearadh) é uma ilha das Hébridas Exteriores, no oeste da Escócia (no mar denominado The Minch), dividida em dois territórios, Lewis e Harris.
O conjunto das duas ilhas forma a terceira maior ilha das Ilhas Britânicas depois da Grã-Bretanha e Irlanda. A maior localidade é Stornoway. A ilha tinha 19 918 habitantes no ano 2001 e 21031 em 2013.

## Ligações externas

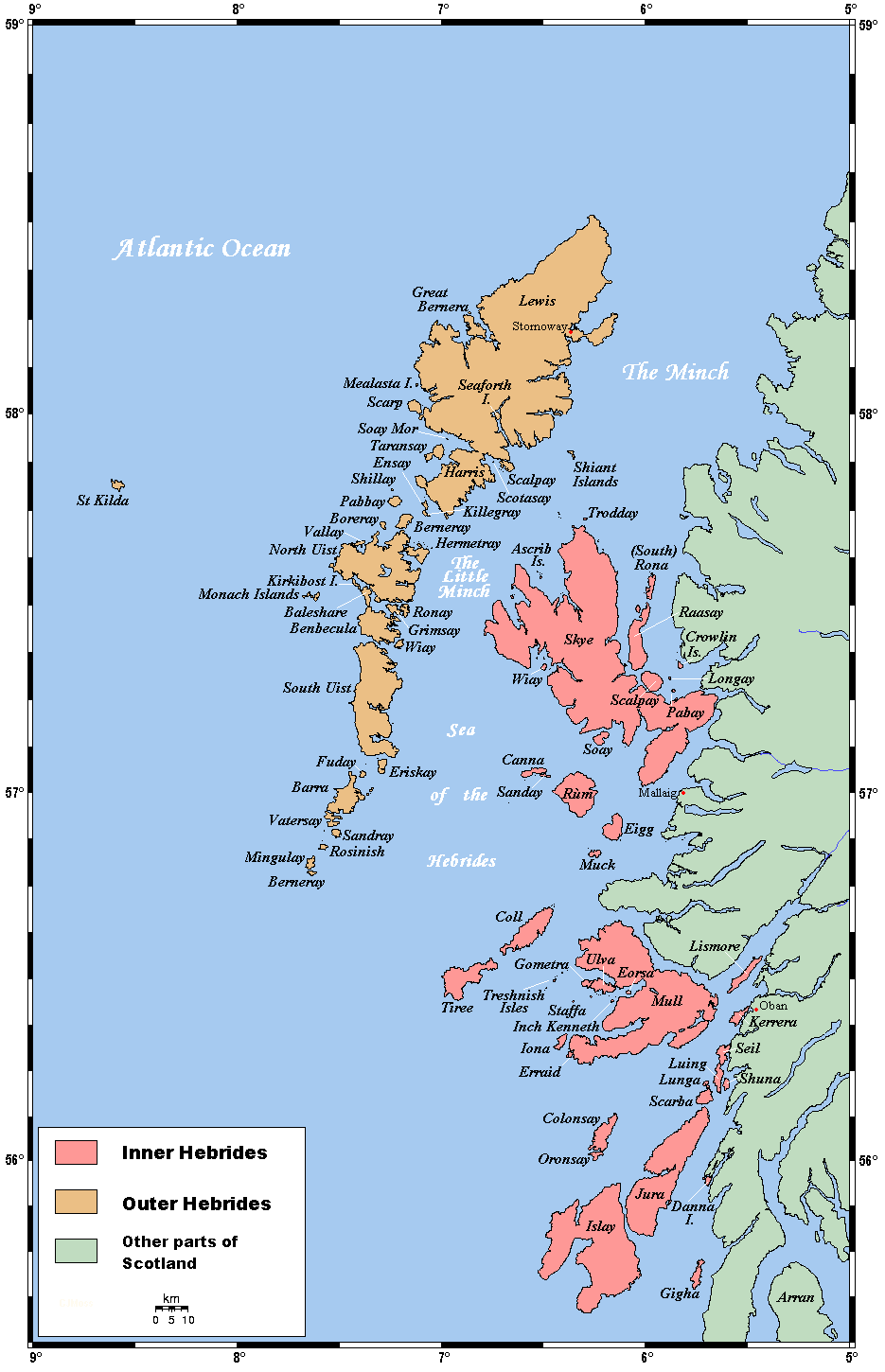
Lewis and Harris é a maior e mais setentrional das Hébridas Exteriores, a cor laranja no mapa